# فنسنت فرنانديز
فنسنت فرنانديز (بالفرنسية: Vincent Fernandez)‏ (19 سبتمبر 1986 بمارسيليا في فرنسا - ) هو لاعب كرة قدم فرنسي في مركز الدفاع. لعب مع نادي بلاكبول ونادي فريجوس وويكمب وندررز ونوتينغهام فورست وغرايز أتلاتيك ‏.

## وصلات خارجية
- فنسنت فرنانديز على موقع قاعدة بيانات كرة القدم.إي يو (الإنجليزية)